# بنجامين كندريك بيرس
بنجامين كندريك بيرس (بالإنجليزية: Benjamin Kendrick Pierce)‏ هو ضابط أمريكي، ولد في 29 أغسطس 1790 في هيلسبورو في الولايات المتحدة، وتوفي في 1 أبريل 1850 في نيويورك في الولايات المتحدة.